# 石川直宏
石川 直宏（いしかわ なおひろ、1981年5月12日 - ）は、神奈川県横須賀市出身の元プロサッカー選手。現役時代のポジションはミッドフィールダー（サイドハーフ、オフェンシブハーフ）、フォワード（ウイング）。元日本代表。現在はFC東京のコミュニティジェネレーターを務めている。
サッカー選手の石川貢、石川扶は実弟。

## 来歴

### プロ入り前
5歳の時にサッカーを始める。小学校時、地元の少年少女サッカークラブである横須賀シーガルスに所属。出身地の近い鈴木達也や、神奈川県内の大会で対戦した茂庭照幸とはこの頃から面識があった。中学に入ると横浜マリノスジュニアユース追浜に所属し、高校進学時に横浜マリノスユースに昇格。成長の遅れによる体格差 やクラムジーの発症、当時得意としたトップ下のポジションを争う同期・大橋正博の台頭、樋口靖洋監督による不慣れな右サイドへのコンバート、加えて横浜フリューゲルスとの合併による選手層拡大が重なるなど困難が続いたが、徐々にスピードを身に付けサイドアタッカーとしての能力を開花させ始めた。

### 横浜F・マリノス
2000年には横浜F・マリノスのトップチームに昇格し、Jリーグデビュー。同年、U-19日本代表としてアジアユースに出場。
翌2001年にはU-20日本代表としてワールドユース アルゼンチン大会に背番号10を背負って出場。グループリーグで敗退するも、鋭い切り込みでゴールへ迫る姿勢 は高い評価を得た。この大会のテレビ解説を原博実が担当していたことが後にサッカー人生の契機となる。
しかし、横浜FMでは出場機会を失っていく。パスの出し手であるMF中村俊輔との呼吸がかみ合わず、チームの成績も低迷、監督交代が相次いだ。ラザロニ監督とは特に相性が合わず、石川は紅白戦での「Bチームの控え」にも入れてもらえず、2002年も引き続いてラザロニが指揮を執ることになった状況に危機感を持ち、自ら横浜FM強化部に出場機会を直訴。サンフレッチェ広島が移籍先の有力候補に挙がったが、この年にFC東京の監督に就任した原博実が石川の獲得を熱望したこともあり、4月にFC東京へのレンタル移籍が決定。

### FC東京
移籍発表からわずか3日後の駒沢でのナビスコカップ・清水戦で早速右のサイドアタッカーとして先発出場すると、ずば抜けたスピードによる突破で得点をアシスト。早々にチームにフィットし、同時期にFC東京の右サイドバックとして出場機会を与えられたDF加地亮とのコンビネーションで右サイドからの攻撃を担い、レギュラーを確保した。U-21日本代表としては、10月の釜山アジア大会では準優勝に貢献。
2003年8月、FC東京に完全移籍。同年のJリーグフェアプレー個人賞を受賞。また、アテネオリンピックを目指すU-22日本代表として活動する一方で、この年のキリンカップのためのA代表に初選出される。同年の東アジア選手権でもA代表に選出され、香港戦において国際Aマッチ初出場を記録（U-22代表から抜擢されたのは大久保嘉人、松井大輔と石川の3人）。
2004年には再び日本代表候補合宿に招集されていたが、日本サッカー協会のオリンピック優先という方針によりU-23日本代表に合流、アテネオリンピックアジア最終予選を突破する。アテネオリンピック本大会では同じ右サイドに攻撃を得意とする石川とともに守備的な徳永悠平が招集されており、山本昌邦監督は守備重視の戦術で大会に臨んだため、出場機会を得たのは消化試合となったグループリーグ第3戦からだった。この試合では攻撃を牽引したにもかかわらず後半早々に交代。消化不良のままグループリーグでの敗退が決定。競技場のサポーターに挨拶する際には号泣し、失意の帰国となった。クラブでは、リーグ戦での得点はなかったが、初選出されたオールスター戦でゴールを決め、MVPを受賞。ナビスコ杯では優勝を体験するが、決勝の浦和戦では退場者を出したことで更に運動量が求められ、自身初となる延長戦までの120分フル出場で走り回り奮闘したため足がつっており、決着をつけるPK戦のメンバーには入らなかった。
2005年8月にイタリア・セリエAに昇格したトレヴィゾから獲得オファーを受けるも、FC東京の苦戦が続いた時期と重なっていたこともあり、交渉最終段階にきてオファーを断った。その決断の直後の9月、日産スタジアムでの古巣・横浜FM戦の試合後半に右膝を傷め途中退場。検査の結果、右膝前十字靭帯損傷及び右膝外側半月板損傷・全治8ヶ月との診断を受け、長期のリハビリテーション期間を過ごすことになった。
2006年にガーロ監督が就任したが、その在任期間が右膝のリハビリの時期と重なっており、ガーロ体制下でのプレーは少なかった。同年7月19日のアビスパ福岡戦で305日ぶりの復帰を果たした。
2007年に倉又寿雄監督体制下から原監督が復帰したシーズンは、以前までのサイドから仕掛けるスタイルを求めた原に対し、石川は中へ切れ込んだり、引いてボールを受けたりという自身のプレーの幅の広がりを模索していたこともあってか調子が上がらず、出場機会が減った時期もあった。
2008年に就任した城福浩監督は攻撃の選手に流動性を求めており 自由度が増した結果、苦し紛れのパスは減り、課題であったパスやクロスの精度が向上し、安定感が増した。同タイプのプレーをする鈴木達也の新加入や大竹洋平などの台頭によるチーム内での競争の活性化もあってか、再び生き生きとしたプレーが見られるようになった。
2009年は、平山相太のポストプレーや羽生直剛の労を惜しまない運動量といったチームメートとの長所が噛み合い、5月2日のJ1大宮戦でプロ入り後初のハットトリックを決めるなど（この日は、年に一度しか来ない家族が見に行った日でもあった）、一時磐田のFW前田遼一と得点王の座を争う程ゴールを量産。チームのリーグ5位、ナビスコカップ決勝進出の原動力となり、同年10月には約5年半ぶりに日本代表に招集された。岡田武史代表監督からは切り札に指名され「ゲームの流れを変えるのに使える」と評価を得たが、同月17日の柏戦で得点直後に相手選手と接触し負傷離脱。チームが2度目の優勝を決めたナビスコカップ決勝には出場できなかった。12月のJリーグアウォーズでは活躍を評価され、初めてJリーグベストイレブンに選出された。
2010年、FIFAワールドカップ登録メンバー発表前の最後の国際Aマッチで「国内組（Jリーガー）の最終見極め」となったセルビア戦では、途中出場ながらチーム最多タイのシュートを放つなど 前線を活性化させたが、予備登録の7名に入るにとどまった。
2011年は、FC東京のベテラン代表として 副主将を務めた。この年は「シーズンの終わりまで石川を（負傷離脱などさせることなく）チームに置いておきたい」という大熊清監督の起用法により、出場時間は多くなかったものの、FC東京の連勝記録を塗り替える得点を挙げるなど 勝負所での活躍を見せた。
2012年、アルベルト・ザッケローニ日本代表監督から、攻撃面での「Velocità（スピード）」と「Imprevedibilità(en)（予測不可能性）」を併せ持つ選手として指名され、日本代表に復帰。FC東京では新監督のランコ・ポポヴィッチによって戦意を新たにし、AFCチャンピオンズリーグと並行する過密日程の中でも好調を維持。ゴールへ向かう積極性を発揮した。
2013年はFWルーカスが右SHに配されたことによって定位置を失い、「（東京加入以来）怪我以外で一番試合に出ていない」という苦しい1年を過ごす中、控え組を牽引し、チームを突き上げた。
2014年は腰椎椎間板ヘルニアにより前半戦の大半の欠場を余儀なくされる。夏場にかけて復調したが 完調には至らず、同年の公式戦先発出場はカップ戦の1試合に留まった。
2015年4月にはJ1第4節甲府で1年4か月振りのゴールを決めた。2トップのFWという新たな起用法の中、躍動感あふれるプレーを見せていたが、8月の親善試合E.フランクフルト戦で左膝前十字靭帯を断裂し（同箇所は2009年にも痛めており、石川自身は「よく（ここまで）もってくれた」と述懐。）長期離脱を強いられた。
2度の手術を経て2016年9月19日、FC東京U-23として参加しているJ3第22節秋田戦で418日ぶりに公式戦に出場。しかし年末にかけて状態が悪化。同年限りでの引退を考えたが、クラブからの強い慰留を受けて再起を期した。
2017年8月2日、今シーズン限りで引退をすることが発表された。12月2日、最終節のガンバ大阪戦では今季初出場を飾り、味の素スタジアムで最後の出場となった。次の日のJ3最終節セレッソ大阪U-23戦にもオーバーエージ枠として途中から出場し、原大智の得点をアシストしてラストマッチを勝利で飾った。

### 引退後
2018年1月、FC東京クラブコミュニケーターに就任。2018年3月、日本サッカー協会不服申立委員会委員に就任。2024年からFC東京コミュニティジェネレーターに就任。
2025年4月、立教大学大学院スポーツウエルネス学研究科に入学。

## エピソード
- 趣味はサーフィン[2][5]。プロサーファー・鍋島庵莉との親交が厚い[79][80]。
- 原博実の勧誘文句「今（FC東京に）来たら使っちゃうよ」は名言だと語る[7]。
- スタジアムでは東京スカパラダイスオーケストラの「Down Beat Stomp」のサビ部分に独自の歌詞をつけたものが応援歌となっている[39]。石川とスカパラのベーシスト川上つよしは交友関係があり、それが縁で2003年、2004年、2018年シーズンの開幕戦ではスカパラがゲストとしてミニライブを行なったり、FC東京の応援ソング「スタジアムへ行こう」を楽曲提供するなどの交流が派生した[81]。
- 雑誌「サッカーai」のあなたが選ぶBEST11で7号連続第1位を獲得している。
- 2003年度にJリーグ選手協会（後の日本プロサッカー選手会）支部代表[82]、2004年度から2015年度（2016年6月）まで同会副会長を務めている[83]。

## 所属クラブ
ユース経歴
- 000000 - 1993年 横須賀シーガルス (横須賀市立粟田小学校)[2]
- 1994年 - 1996年 横浜マリノスジュニアユース追浜 (横須賀市立野比中学校)[2]
- 1997年 - 1999年 横浜F・マリノスユース (横須賀市立横須賀高等学校)[2]

プロ経歴
- 2000年 - 2003年7月  横浜F・マリノス
  - 2002年4月 - 2003年7月  FC東京 (期限付き移籍)
- 2003年8月 - 2017年  FC東京

## 個人成績
| 国内大会個人成績 | 国内大会個人成績 | 国内大会個人成績 | 国内大会個人成績 | 国内大会個人成績 | 国内大会個人成績 | 国内大会個人成績 | 国内大会個人成績 | 国内大会個人成績 | 国内大会個人成績 | 国内大会個人成績 | 国内大会個人成績 |
| 年度             | クラブ           | 背番号           | リーグ           | リーグ戦         | リーグ戦         | リーグ杯         | リーグ杯         | オープン杯       | オープン杯       | 期間通算         | 期間通算         |
| 年度             | クラブ           | 背番号           | リーグ           | 出場             | 得点             | 出場             | 得点             | 出場             | 得点             | 出場             | 得点             |
| 日本             | 日本             | 日本             | 日本             | リーグ戦         | リーグ戦         | リーグ杯         | リーグ杯         | 天皇杯           | 天皇杯           | 期間通算         | 期間通算         |
| ---------------- | ---------------- | ---------------- | ---------------- | ---------------- | ---------------- | ---------------- | ---------------- | ---------------- | ---------------- | ---------------- | ---------------- |
| 2000             | 横浜FM           | 28               | J1               | 2                | 0                | 1                | 0                | 2                | 0                | 5                | 0                |
| 2001             | 横浜FM           | 18               | J1               | 13               | 1                | 2                | 0                | 0                | 0                | 15               | 1                |
| 2002             | 横浜FM           | 18               | J1               | 0                | 0                | -                | -                | -                | -                | 0                | 0                |
| 2002             | FC東京           | 36               | J1               | 19               | 4                | 3                | 0                | 1                | 0                | 23               | 4                |
| 2003             | FC東京           | 18               | J1               | 29               | 5                | 7                | 3                | 1                | 0                | 37               | 8                |
| 2004             | FC東京           | 18               | J1               | 17               | 0                | 4                | 0                | 3                | 2                | 24               | 2                |
| 2005             | FC東京           | 18               | J1               | 23               | 3                | 6                | 1                | 0                | 0                | 29               | 4                |
| 2006             | FC東京           | 18               | J1               | 20               | 5                | 0                | 0                | 1                | 0                | 21               | 5                |
| 2007             | FC東京           | 18               | J1               | 27               | 4                | 7                | 1                | 3                | 0                | 37               | 5                |
| 2008             | FC東京           | 18               | J1               | 21               | 2                | 6                | 1                | 3                | 0                | 30               | 3                |
| 2009             | FC東京           | 18               | J1               | 24               | 15               | 8                | 3                | 0                | 0                | 32               | 18               |
| 2010             | FC東京           | 18               | J1               | 31               | 2                | 5                | 0                | 3                | 3                | 39               | 5                |
| 2011             | FC東京           | 18               | J2               | 23               | 3                | -                | -                | 6                | 1                | 29               | 4                |
| 2012             | FC東京           | 18               | J1               | 28               | 5                | 4                | 2                | 1                | 0                | 33               | 7                |
| 2013             | FC東京           | 18               | J1               | 22               | 2                | 3                | 1                | 4                | 0                | 29               | 3                |
| 2014             | FC東京           | 18               | J1               | 3                | 0                | 2                | 0                | 1                | 0                | 6                | 0                |
| 2015             | FC東京           | 18               | J1               | 10               | 1                | 3                | 1                | 0                | 0                | 13               | 2                |
| 2016             | FC東京           | 18               | J1               | 0                | 0                | 0                | 0                | 0                | 0                | 0                | 0                |
| 2017             | FC東京           | 18               | J1               | 1                | 0                | 0                | 0                | 0                | 0                | 1                | 0                |
| 通算             | 日本             | 日本             | J1               | 290              | 49               | 61               | 13               | 23               | 5                | 374              | 67               |
| 通算             | 日本             | 日本             | J2               | 23               | 3                | -                | -                | 6                | 1                | 29               | 4                |
| 総通算           | 総通算           | 総通算           | 総通算           | 313              | 52               | 61               | 13               | 29               | 6                | 403              | 71               |

| 2016   | F東23  | 18     | J3     | 2 | 0 | 2 | 0 |
| 2017   | F東23  | 18     | J3     | 1 | 0 | 1 | 0 |
| 通算   | 日本   | 日本   | J3     | 3 | 0 | 3 | 0 |
| 総通算 | 総通算 | 総通算 | 総通算 | 3 | 0 | 3 | 0 |

その他の公式戦
- 2012年
  - スーパーカップ 1試合0得点

| 国際大会個人成績 | 国際大会個人成績 | 国際大会個人成績 | 国際大会個人成績 | 国際大会個人成績 |
| 年度             | クラブ           | 背番号           | 出場             | 得点             |
| AFC              | AFC              | AFC              | ACL              | ACL              |
| ---------------- | ---------------- | ---------------- | ---------------- | ---------------- |
| 2012             | FC東京           | 18               | 6                | 0                |
| 2016             | FC東京           | 18               | 0                | 0                |
| 通算             | AFC              | AFC              | 6                | 0                |

その他の国際公式戦
- 2010年
  - スルガ銀行チャンピオンシップ2010 1試合0得点
- 2000年04月01日：Jリーグ初出場 - J1 1st第4節 vs 鹿島アントラーズ (国立霞ヶ丘競技場)
- 2001年03月17日：Jリーグ初得点 - J1 1stステージ第2節 vs ガンバ大阪 (万博記念競技場)
- 2003年08月02日：J1・050試合出場 - J1 1stステージ第15節 vs ジュビロ磐田 (ヤマハスタジアム)
- 2005年08月27日：J1・100試合出場 - J1第21節 vs ジュビロ磐田 (ヤマハスタジアム)
- 2008年03月08日：J1・150試合出場 - J1第01節 vs サンフレッチェ広島F.C (味の素スタジアム)
- 2010年04月04日：J1・200試合出場 - J1第05節 vs 川崎フロンターレ (等々力陸上競技場)
- 2012年10月27日：J1・250試合出場 - J1第30節 vs コンサドーレ札幌 (味の素スタジアム)

## タイトル

### クラブ
横浜F・マリノスユース
- ジャパンユースカップ (2001年)

横浜F・マリノス
- Jリーグカップ (2001年)

FC東京
- Jリーグカップ (2004年、2009年)
- スルガ銀行チャンピオンシップ (2010年)
- Jリーグ ディビジョン2 (2011年)
- 天皇杯全日本サッカー選手権大会 (2011年)

### 個人
- Jリーグ優秀選手賞 (2003年、2009年)
- Jリーグフェアプレー個人賞 (2003年[24])
- JOMOオールスターサッカー 最優秀選手賞(MVP) (2004年)
- Jリーグベストイレブン (2009年)

## 選抜・代表歴
- 2003年12月7日：国際Aマッチ初出場 - 東アジアサッカー選手権2003 vs 香港代表 (埼玉スタジアム2002)[6]

### 出場大会など
- 神奈川県選抜
  - 1998年 国民体育大会
- U-19日本代表
  - 2000年 SBSカップ (優勝)、AFCユース選手権2000 (準優勝)
- U-20日本代表
  - 2001年 ジャパンユースカップ2001 (優勝)、2001 FIFAワールドユース選手権 (グループリーグ敗退)
- U-21日本代表
  - 2002年 トゥーロン国際大会 (3位)、2002年アジア競技大会 (準優勝)
- U-22日本代表
  - 2003年
- U-23日本代表
  - 2004年 アテネオリンピック (グループリーグ敗退)
- 日本代表
  - 2003年 東アジアサッカー選手権2003 (準優勝)
  - 2004年
  - 2009年 アジアカップ2011予選
  - 2010年 2010 FIFAワールドカップ 予備登録
  - 2011年 2014 FIFAワールドカップ・アジア予選 予備登録
  - 2012年

### 試合数
- 国際Aマッチ 6試合 0得点 (2003年 - 2012年)[6]

| 日本代表 | 国際Aマッチ | 国際Aマッチ |
| 年       | 出場        | 得点        |
| -------- | ----------- | ----------- |
| 2003     | 1           | 0           |
| 2004     | 1           | 0           |
| 2009     | 2           | 0           |
| 2010     | 1           | 0           |
| 2012     | 1           | 0           |
| 通算     | 6           | 0           |

### 出場
| No. | 開催日         | 開催都市 | スタジアム                       | 対戦相手       | 結果 | 監督                     | 大会                   |
| --- | -------------- | -------- | -------------------------------- | -------------- | ---- | ------------------------ | ---------------------- |
| 1.  | 2003年12月07日 | 埼玉県   | 埼玉スタジアム2002               | 香港           | ○1-0 | ジーコ                   | 東アジア選手権         |
| 2.  | 2004年02月07日 | 茨城県   | 茨城県立カシマサッカースタジアム | マレーシア     | ○4-0 | ジーコ                   | キリンチャレンジカップ |
| 3.  | 2009年10月10日 | 神奈川県 | 横浜国際総合競技場               | スコットランド | ○2-0 | 岡田武史                 | キリンチャレンジカップ |
| 4.  | 2009年10月14日 | 宮城県   | 宮城スタジアム                   | トーゴ         | ○5-0 | 岡田武史                 | キリンチャレンジカップ |
| 5.  | 2010年04月07日 | 大阪府   | 長居陸上競技場                   | セルビア       | ●0-3 | 岡田武史                 | キリンチャレンジカップ |
| 6.  | 2012年02月24日 | 大阪府   | 長居陸上競技場                   | アイスランド   | ○3-1 | アルベルト・ザッケローニ | キリンチャレンジカップ |

## 書籍

### 関連書籍
- 小宮良之『アンチ・ドロップアウト 簡単に死なない男たちの物語』集英社、2010年3月。ISBN 4087805646。
- 馬場康平『石川直宏 - まっすぐに平常心』出版芸術社、2010年5月。ISBN 4882933934。
- いとうやまね『プロフットボーラーの家族の肖像』カンゼン、2013年7月。ISBN 4862551904。

## 作品

### DVD
- 『スピードスター・石川直宏』（2010年）

### CD
2020年11月25日
「#渋谷から世界へ」渋谷109のアパレル店員からレディ・ガガとの共演までを果たした今注目のアーティストKIMIKAと共作した楽曲「freedom feat. Nao Ishikawa」を配信開始・MV公開。